# 씨크릿우먼
씨크릿우먼은 대한민국의 패션 기업이다. 헤어웨어라는 패션 카테고리를 소개하고 상품화한 기업으로 2001년 6월 5일 김영휴에 의해 창립되어 ‘인간의 새로운 의생활을 창조한 기업’이라는 기업 비전을 모토로 헤어 패션의 새로운 패러다임을 전파하고 있다. 업계 최초로 백화점 유통망을 확보하였으며, 현재 롯데백화점, 신세계백화점, 현대백화점 등 국내 빅3 백화점에 24곳의 직영 매장을 운영하고 있다. 대한민국의 대표적인 패션 기업으로 KBS, MBC, SBS, YTN 등의 뉴스와 각종 언론에 보도 되었으며 2005년 일본 후지TV에서 한국 비즈니스 파워의 비밀이란 프로그램에 방영되어 국외에서도 주목을 받고 있다. 헤어웨어에 대한 30여 개의 실용 실안, 국내 및 국제특허를 보유하고 있다.

## 주요 제품
씨크릿우먼 헤어웨어만의 다양한 볼륨컨셉 제품라인(아틱&휴, 로맨틱&휴, 램프리스&휴, 시크&씨크릿, 씨크릿&휴 등)이 있다.